# The Craftsman

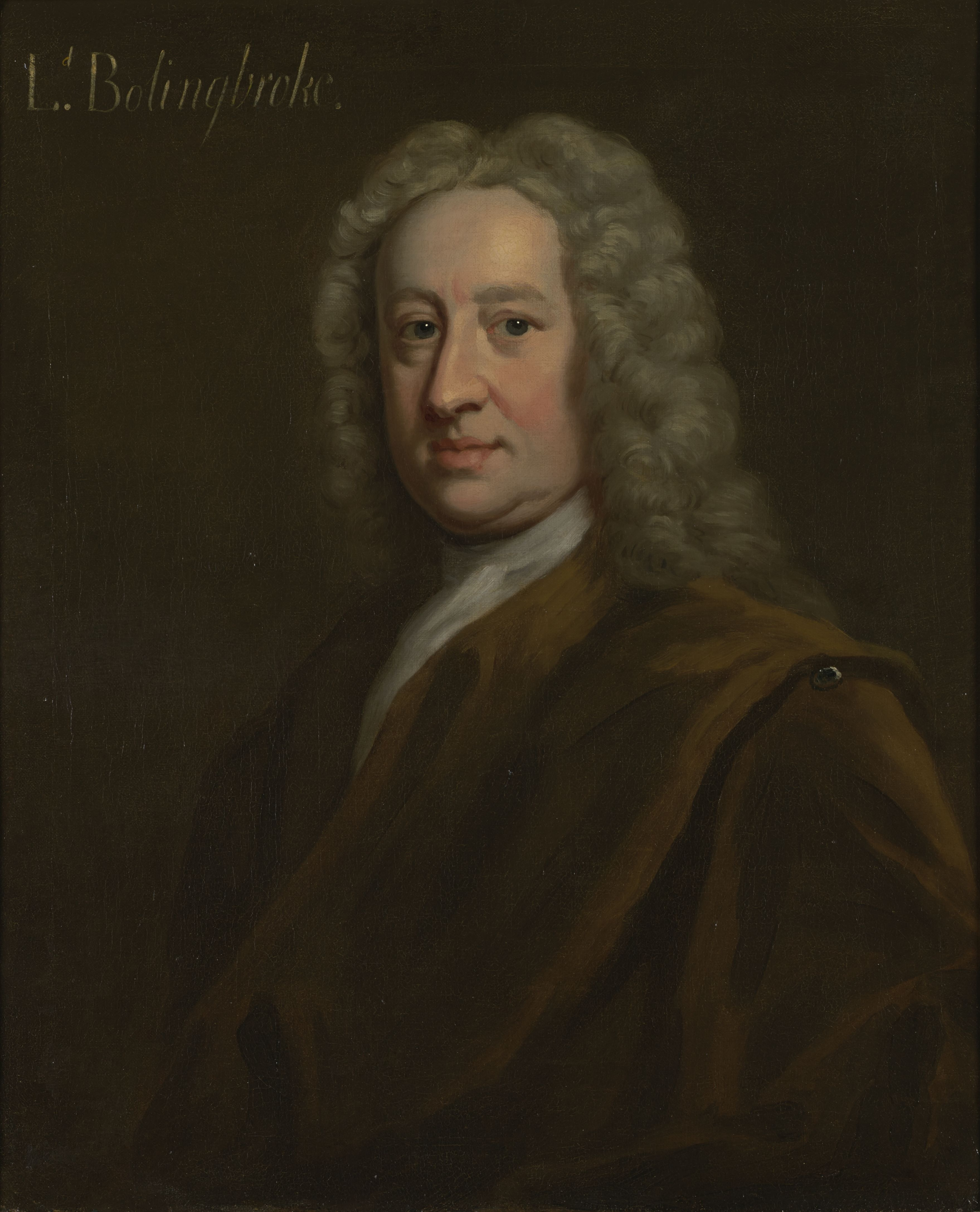
Henry St John, wicehrabia Bolingbroke

The Craftsman – pismo polityczne powstałe w 1726 roku. Jego założycielami byli   Henry St John, 1. wicehrabia Bolingbroke torysowski magnat i szef opozycji przeciw władzy premiera Roberta Walpole’a i jego przyjaciel William Pulteney, 1. hrabia Bath (Wig, ale pokłócony z Walpole’em).
Rząd w odpowiedzi na jego powstanie zatwierdził podatek stemplowy od każdej strony, który musieli płacić redaktorzy gazet; środek ten był nieskuteczny, ponieważ Bolingbroke i jego stronnicy dysponowali dużymi środkami finansowymi. Gazeta miała kilku fikcyjnych redaktorów, którzy odsiadali wyroki za pieniądze.